# Groin
Groin ist ein Ortsteil der Stadt Rees im Kreis Kleve in Nordrhein-Westfalen. Bis 1974 war Groin eine eigenständige Gemeinde im damaligen Kreis Rees.

## Geographie
Groin liegt nordöstlich der Reeser Kernstadt. In Groin liegen die lockere Bebauung beiderseits der Groiner Allee sowie ein großer Teil des Gewerbegebiets an der Empeler Straße und am Melatenweg. Die ehemalige Gemeinde Groin besaß eine Fläche von 2,9 km².

## Geschichte

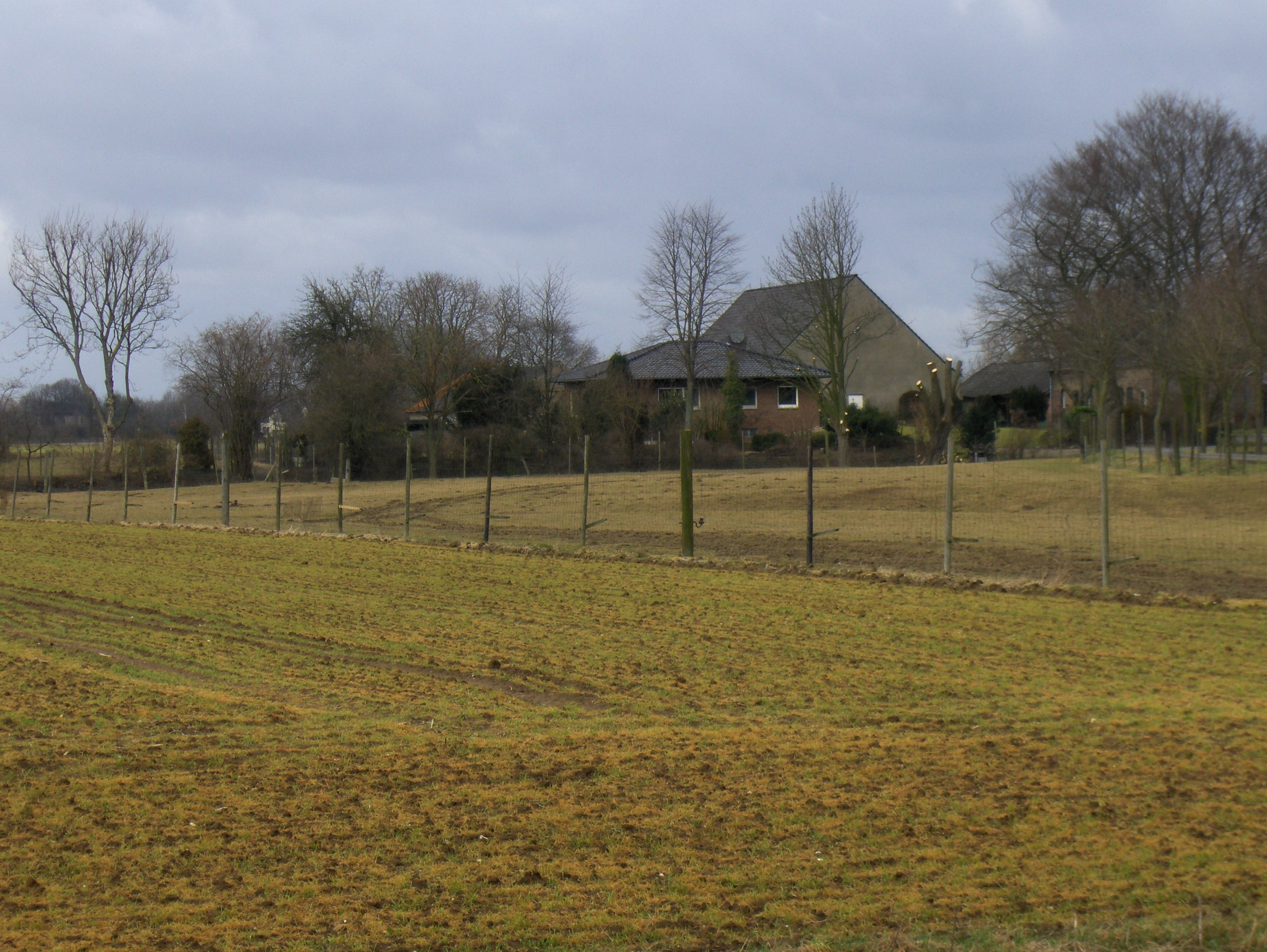
Das ehemalige Rittergut Haus Groin heute

Keimzelle von Groin war Haus Groin, ein altes Rittergut. Groin bildete seit dem 19. Jahrhundert eine Landgemeinde in der Bürgermeisterei Haldern (seit 1928 Amt Haldern ) im Kreis Rees im Regierungsbezirk Düsseldorf.
Von November 1944 bis zum 23. März 1945 bestand am Melatenweg in Groin ein berüchtigtes Zwangsarbeitslager.
Am 1. Januar 1975 wurde Groin durch das Niederrhein-Gesetz in die Stadt Rees eingegliedert.

## Einwohnerentwicklung
| Jahr | Einwohner | Quelle |
| ---- | --------- | ------ |
| 1832 | 143       | [ 4 ]  |
| 1861 | 179       | [ 3 ]  |
| 1871 | 149       | [ 5 ]  |
| 1885 | 132       | [ 6 ]  |
| 1910 | 180       | [ 7 ]  |
| 1925 | 184       | [ 1 ]  |
| 1939 | 168       | [ 8 ]  |
| 1971 | 166       | [ 8 ]  |

## Kultur
Ein Träger des örtlichen Brauchtums ist der Bürgerschützenverein Rees-Feldmark, Groin und Bergswick.